# Phillip Moll
Pour les articles homonymes, voir Moll.
Phillip Moll est un pianiste américain né le 16 septembre 1943 à Chicago.

## Biographie
Phillip Moll naît le 16 septembre 1943 à Chicago.
Issu d'une famille de musiciens, c'est son père, violoniste dans l'Orchestre symphonique de Chicago, qui lui donne ses premières leçons de violon et de piano.
Il étudie ensuite la littérature à Harvard, où il obtient son diplôme en 1966, tout en travaillant la musique avec Alexandre Tcherepnine, Claude Frank et Leonard Shure (en).
En 1968, Phillip Moll est lauréat d'un Master of Music (en) à l'Université du Texas. L'année suivante, il devient assistant dans la classe d'opéra de l'institution et obtient une bourse pour aller travailler à Munich.
Entre 1970 et 1978, il est chef de chant au Deutsche Oper de Berlin et commence à se produire en concert en Allemagne, son pays d'adoption.
Il mène ensuite une carrière de soliste et devient un accompagnateur recherché, notamment spécialisé dans le domaine du lied, à partir de 1978, aux côtés de la cantatrice Jessye Norman, notamment, ou en duo avec le flûtiste James Galway depuis 1975.
Entre 2004 et 2013, Phillip Moll occupe la chaire d'interprétation du lied à la Musikhochschule de Leipzig.